# دوغ كوري
دوغ كوري هو سياسي كندي، ولد في 1953 في تشارلوت تاون في كندا. حزبياً، نشط في الحزب الليبرالي في جزيرة الأمير إدوارد ‏.